# Liste de peintures de Rembrandt

## Liste non exhaustive des tableaux deRembrandt

### Période de Leyde (1625-1631)
| Titre                                                                        | Genre                               | Technique                               | Référence                                                                        | Format           | Date      | Collection                                                            | N° d’inventaire               | Image |
| ---------------------------------------------------------------------------- | ----------------------------------- | --------------------------------------- | -------------------------------------------------------------------------------- | ---------------- | --------- | --------------------------------------------------------------------- | ----------------------------- | ----- |
| Patient inconscient (allégorie de l'odorat)                                  | scène de genre                      | huile sur panneau                       | Exposition Ashmolean Museum 2016                                                 |                  | 1624-1625 | The Leiden Collection, New York                                       | RR-111                        |       |
| Allégorie du goût                                                            | scène de genre                      | huile sur panneau                       |                                                                                  |                  |           |                                                                       |                               |       |
| Un colporteur vendant des lunettes (allégorie de la vue)                     | scène de genre                      | huile sur panneau                       | Exposition Ashmolean Museum 2016                                                 |                  | 1624      | Musée De Lakenhal, Leiden                                             | S 5697                        |       |
| L'Opération (allégorie du toucher)                                           | scène de genre                      | huile sur panneau                       | Exposition Ashmolean Museum 2016                                                 |                  | 1624-1625 | The Leiden Collection, New York                                       | RR-102                        |       |
| Les Trois chanteurs (allégorie de l'ouïe)                                    | scène de genre                      | huile sur panneau                       | Exposition Ashmolean Museum 2016                                                 |                  | 1624-1625 | The Leiden Collection, New York                                       |                               |       |
| La Lapidation de saint Étienne                                               | peinture religieuse                 | Huile sur toile                         | Musée                                                                            | 89 × 123 cm      | 1625      | musée des beaux-arts de Lyon                                          | A 2735                        |       |
| La Partie de musique ou Un Concert                                           | scène de genre                      | huile sur bois                          | Rijksmuseum                                                                      | 63 × 48 cm       | 1626      | Rijksmuseum, Amsterdam                                                | SK-A-4674                     |       |
| Le Christ chassant les marchands du temple                                   | Peinture religieuse                 | huile sur bois                          | Musée Pouchkine                                                                  |                  | 1626      | musée des beaux-arts Pouchkine, Moscou                                | 1900                          |       |
| Buste d’un homme portant un gorgerin et un béret à plumes                    | Portrait                            | huile sur panneau de chêne              | RKD                                                                              | 40 × 29 cm       | 1626      | collection particulière                                               |                               |       |
| L'Ânesse du prophète Balaam                                                  | peinture religieuse                 | huile sur panneau de chêne              | RKD                                                                              | 63 × 46 cm       | 1626      | musée Cognacq-Jay, Paris                                              | J 95                          |       |
| L'Artiste dans son atelier                                                   | scène de genre                      | huile sur panneau de chêne              | Musée de Boston                                                                  | 24,8 × 31,7 cm   | 1626      | musée des beaux-arts de Boston                                        | J 38.1838                     |       |
| Le Baptême de l'eunuque                                                      | peinture religieuse                 | huile sur panneau de chêne              | RKD                                                                              | 63 × 48 cm       | 1626      | musée du couvent Sainte-Catherine, Utrecht                            | J ABM s00380                  |       |
| Tableau d'histoire                                                           | peinture d'histoire                 | huile sur panneau de chêne              | RKD                                                                              | 90 × 122 cm      | 1626      | musée municipal de Leyde                                              | J B 564 NK2615                |       |
| Tobie accuse Anna du vol d'un chevreau                                       | Biblique                            | huile sur bois                          | Rijksmuseum                                                                      | 39 × 30 cm       | 1626      | Rijksmuseum, Amsterdam                                                | SK-A-4717 SK-C-1448           |       |
| David avec la tête de Goliath devant Saul                                    | Biblique                            | Huile sur bois de chêne                 | Musée de Bâle                                                                    | 27 × 40 cm       | 1627      | Kunstmuseum (Bâle)                                                    | G 1958.37                     |       |
| La Fuite en Egypte                                                           | peinture religieuse                 | huile sur panneau de chêne              | Musée de Tours Base RKD Images                                                   | 27 × 25 cm       | 1627      | musée des beaux-arts de Tours                                         | 1950-13-1                     |       |
| La Parabole du riche idiot                                                   | peinture religieuse                 | huile sur panneau de chêne              | Musée                                                                            | 32 × 42 cm       | 1627      | Gemäldegalerie (Berlin)                                               | 828D                          |       |
| Saint Paul en prison                                                         | peinture religieuse                 | Huile sur bois de chêne                 | Musée de Stuttgard                                                               | 73 × 60 cm       | 1627      | Staatsgalerie (Stuttgart)                                             | 746                           |       |
| Autoportrait aux cheveux ébouriffés                                          | autoportrait                        | huile sur bois                          | Rijksmuseum                                                                      | 22 × 19 cm       | 1628      | Rijksmuseum, Amsterdam                                                |                               |       |
| Jérémie pleurant la destruction de Jérusalem                                 | biblique                            | huile sur bois                          | Rijksmuseum                                                                      | 58 × 46 cm       | 1628      | Rijksmuseum, Amsterdam                                                | SK-A-3276                     |       |
| Différend entre deux vieillards                                              | scène de genre                      | huile sur panneau de chêne              | Musée de Victoria                                                                | 32 × 42 cm       | 1628      | National Gallery of Victoria                                          | 349-4                         |       |
| Rembrandt riant                                                              | autoportrait                        | huile sur cuivre                        | Getty Center                                                                     | 22 × 17 cm       | 1628      | J. Paul Getty Museum, Los Angeles                                     | 2013.60                       |       |
| Anne et Simon au Temple                                                      | biblique                            | huile sur panneau de bois               | Catalogue raisonné 1986                                                          | 55 × 44 cm       | 1628      | Kunsthalle de Hambourg                                                | 88                            |       |
| Scène biblique nocturne                                                      | biblique                            | huile sur cuivre                        | Exposition au Japon                                                              | 21 × 16 cm       | 1628      | musée d'art Bridgestone, Tokyo                                        |                               |       |
| Samson trahi par Dalila                                                      | biblique                            | huile sur panneau de chêne              | RKD                                                                              | 61 × 50 cm       | 1628      | Musées d'État de Berlin                                               | 812A                          |       |
| Buste d'homme au turban                                                      | portrait                            | huile sur panneau de chêne              | RKD                                                                              | 27 × 20 cm       | 1628      | collection George Kremer                                              |                               |       |
| Une Vieille femme ou La Mère de l'artiste                                    | portrait                            | huile sur panneau de bois               | Royal Coll.                                                                      | 61 × 47 cm       | 1629      | Royal Collection                                                      | RCIN 405000                   |       |
| Autoportrait avec un gorgerin                                                | autoportrait                        | Huile sur bois de chêne                 | Musée                                                                            | 38 × 31 cm       | 1629      | Germanisches Nationalmuseum, Nuremberg                                | Gm391                         |       |
| Autoportrait à 23 ans                                                        | autoportrait                        | huile sur panneau                       | Alte Pinakothek                                                                  | 15 × 13 cm       | 1629      | Alte Pinakothek, Munich                                               | 11427                         |       |
| Christ et les pèlerins d'Emmaüs                                              | peinture religieuse                 | peinture à l'huile                      | Musée Jacquemart-André                                                           | 39 × 42 cm       | v. 1629   | musée Jacquemart-André, Paris                                         | 409                           |       |
| Vieil homme endormi près du feu                                              | portrait                            | huile sur panneau de chêne              | RKD                                                                              | 52 × 41 cm       | 1629      | Galerie Sabauda, Turin                                                | 409                           |       |
| Autoportrait avec béret à plumes                                             | autoportrait                        | huile sur panneau de chêne              | Musée Garner                                                                     | 90 × 73 cm       | 1629      | Musée Isabella Stewart Gardner, Boston                                | P21 N6                        |       |
| Judas retournant les trente pièces d'argent                                  | peinture religieuse                 | huile sur panneau                       | Exposition 2016                                                                  | 79 × 102 cm      | 1629      | collection particulière                                               |                               |       |
| La Main chaude                                                               | peinture de genre                   | huile sur panneau de bois               | National Gallery d'Irlande                                                       | 21 × 27 cm       | 1629      | Galerie nationale d'Irlande                                           | NGI.439                       |       |
| Vieille femme en prière                                                      | portrait                            | Cuivre, doré à la feuille d'or          | RKD                                                                              | 15 × 12 cm       | 1629      | Residenzgalerie, Salzbourg                                            | 549                           |       |
| Saul et David                                                                | biblique                            | huile sur panneau de chêne              | RKD                                                                              | 62 × 50 cm       | 1629      | Musée Städel, Francfort sur le Main                                   | 498                           |       |
| Autoportrait                                                                 | autoportrait                        | huile sur panneau                       | Musée                                                                            | 44 × 34 cm       | 1629      | musée d'art d'Indianapolis                                            | C10063                        |       |
| Homme riant ou Soldat riant                                                  | portrait                            | huile sur cuivre                        | Mauritshuis                                                                      | 15 × 12 cm       | 1629      | Mauritshuis, La Haye                                                  | 598                           |       |
| Saint Paul écrivant à sa table de travail                                    | peinture religieuse                 | huile sur chêne                         | RKD                                                                              | 47 × 39 cm       | 1629-1630 | Germanisches Nationalmuseum, Nuremberg                                | 392                           |       |
| Pierre l'Apôtre                                                              | peinture religieuse                 | huile sur toile                         | Musée                                                                            | 82 × 62 cm       | 1629-1632 | Nationalmuseum, Stockholm                                             | NM 1349                       |       |
| La Résurrection de Lazare                                                    | peinture religieuse                 | huile sur bois                          | Musée                                                                            | 96 × 81 cm       | 1630      | Musée d'art du comté de Los Angeles                                   | M.72.67.2 SK-C-1218           |       |
| Vieil homme en costume militaire                                             | portrait                            | huile sur bois                          | Getty Center                                                                     | 66 × 51 cm       | 1630      | J. Paul Getty Museum                                                  | 78.PB.246                     |       |
| Buste d'un vieil homme avec un béret de fourrure                             | portrait tronie                     | huile sur bois                          | Musée                                                                            | 21 × 17 cm       | 1630      | Tyrolean State Museum de Ferdinand de Tyrol, Innsbruck                | 1011                          |       |
| Vieil homme barbu                                                            | portrait                            | huile sur panneau de bois               | Attribution 2011                                                                 | 18 × 17 cm       | 1630 v.   | collection particulière                                               |                               |       |
| Le Vieil Homme à la chaîne d'or                                              | portrait                            | Huile sur panneau                       | Musée de Chicago                                                                 | 83 × 76 cm       | 1630 v.   | Art Institute of Chicago                                              | 1922.4467                     |       |
| Autoportrait                                                                 | autoportrait                        | huile sur cuivre                        | Musée de Stockholm                                                               | 15 × 12 cm       | 1630      | Nationalmuseum                                                        | NM 5324                       |       |
| Autoportrait en jeune homme                                                  | autoportrait                        | huile sur cuivre                        | Musée de Stockholm                                                               | 15 × 12 cm       | 1630-1631 | Walker Art Gallery, Liverpool                                         |                               |       |
| Saint Pierre en prison                                                       | peinture religieuse                 | huile sur panneau de bois               | Musée                                                                            | 59 × 48 cm       | 1631      | musée d'Israël, Jérusalem                                             | B01.0148                      |       |
| Portrait de l'artiste en costume oriental                                    | autoportrait                        | huile sur bois                          | Musée                                                                            | 66 × 52 cm       | 1631-1633 | Petit Palais                                                          | PDUT925                       |       |
| Anne la prophétesse                                                          | portrait                            | huile sur bois                          | Rijksmuseum                                                                      | 60 × 48 cm       | 1631      | Rijksmuseum Amsterdam                                                 | SK-A-3066                     |       |
| Portrait de Nicolaes Ruts                                                    | portrait                            | huile sur bois                          | Musée                                                                            | 117 × 87 cm      | 1631      | The Frick Collection, New York                                        | 1943.1.150                    |       |
| Andromède enchaînée aux rochers                                              | mythologique                        | huile sur bois                          | Mauritshuis                                                                      | 34 × 24 cm       | 1631      | Mauritshuis, La Haye                                                  | 707                           |       |
| Le Christ en croix                                                           | peinture religieuse                 | transférée de panneau à panneau en 1853 | RKD                                                                              | 100 × 73 cm      | 1631      | Église Saint-Vincent du Mas-d'Agenais                                 | 707                           |       |
| Portrait d'un savant à son bureau                                            | portrait                            | huile sur toile                         | RKD                                                                              | 104 × 92 cm      | 1631      | musée de l'Ermitage, Saint-Petersborug                                | ГЭ-744                        |       |
| Portrait d'un jeune homme avec une plume à son chapeau                       | portrait                            | huile sur panneau                       | Musée                                                                            | 81 × 66 cm       | 1631      | musée d'art de Toledo                                                 | 1926.64                       |       |
| Minerve                                                                      | mythologie                          | huile sur panneau de chêne              | Musée                                                                            | 60 × 49 cm       | 1631 v.   | Gemäldegalerie (Berlin)                                               | 828C                          |       |
| La Prière de Siméon                                                          | peinture religieuse                 | huile sur panneau de chêne              | Mauritshuis                                                                      | 61 × 48 cm       | 1631      | Mauritshuis                                                           | 145                           |       |
| L'Enlèvement de Proserpine                                                   | peinture mythologique               | huile sur panneau de chêne              | RKD                                                                              | 85 × 80 cm       | 1631-1632 | Musées d'État de Berlin                                               | 823                           |       |
| La Leçon d'anatomie du docteur Tulp                                          | scène de genre                      | huile sur toile                         | Mauritshuis signé et daté                                                        | 169 × 216 cm     | 1632      | Mauritshuis, La Haye                                                  | 146                           |       |
| L'Enlèvement d'Europe                                                        | mythologie                          | huile sur bois                          | Getty Center                                                                     | 62 × 77 cm       | 1632      | J. Paul Getty Museum, Los Angeles                                     | 95.PB.7                       |       |
| Philosophe en méditation                                                     | scène de genre                      | huile sur chêne                         | Base Joconde                                                                     | 28 × 34 cm       | 1632      | Musée du Louvre, Paris                                                | INV 1740                      |       |
| Jacob de Gheyn III                                                           | portrait                            | huile sur chêne                         | Dulwich Gallery                                                                  | 30 × 25 cm       | 1632      | Dulwich Picture Gallery, Londres                                      | DPG099                        |       |
| Portrait d'un noble oriental                                                 | portrait                            | huile sur toile                         | Metropolitan                                                                     | 153 × 111 cm     | 1632      | Metropolitan Museum of Art, New York                                  | 20.155.2                      |       |
| Buste de jeune femme                                                         | portrait, tronie                    | huile sur panneau d'acajou              | RKD                                                                              | 61 × 45 cm       | 1632      | collection particulière                                               |                               |       |
| Portrait d'une dame avec un béret à plume                                    | portrait, tronie, sœur de l'artiste | huile sur toile montée sur panneau      | Sotheby's                                                                        | 69 × 53 cm       | 1632      | collection particulière Vente Sotheby's Janvier 2007                  |                               |       |
| Jeune femme de profil avec un éventail                                       | portrait, tronie                    | huile sur toile                         | Musée de Stockholm                                                               | 72 × 55 cm       | 1632      | Nationalmuseum, Stockholm                                             | NM 583                        |       |
| Portrait de Maurits Huygens (1595-1642)                                      | portrait, tronie                    | huile sur panneau de chêne              | RKD                                                                              | 31 × 24 cm       | 1632      | Kunsthalle de Hambourg                                                | 87                            |       |
| Portrait de Marten Looten                                                    | portrait                            | huile bois                              | Musée                                                                            | 93 × 76 cm       | 1632      | musée d'art du comté de Los Angeles                                   | 53.50.3                       |       |
| Portrait de la princesse Amalia van Solms                                    | portrait                            | huile sur toile                         | Base RKD                                                                         | 69 × 54 cm       | 1632      | musée Jacquemart-André, Paris                                         | 172                           |       |
| Portrait d'une femme assise                                                  | portrait                            | huile sur toile                         | Musée daté                                                                       | 92 × 71 cm       | 1632      | musée d'histoire de l'art de Vienne                                   | GG_611                        |       |
| Autoportrait en citoyen ou au chapeau                                        | autoportrait                        | huile sur panneau de chêne              | RKD daté                                                                         | 64 × 48 cm       | 1632      | Kelvingrove Art Gallery and Museum, Glasgow                           | 35/600                        |       |
| Portrait de femme portant des gants                                          | portrait                            | huile sur noyer                         | Musée                                                                            | 90 × 67 cm       | 1632      | Musée d'histoire de l'art de Vienne                                   | GG_409                        |       |
| Portrait d'une femme âgée de 62 ans, peut-être Aeltje Pietersdr Uylenburgh   | portrait                            | huile sur panneau de bois               | Université Yale                                                                  |                  | 1632      | Eijk and Rose-Marie van Otterloo Collection                           |                               |       |
| Portrait d'un jeune homme peut-être Harder Rijcksen (1600-1637)              | portrait                            | huile sur panneau de bois               | RKD                                                                              | 64 × 47 cm       | 1632      | Musée Suermondt-Ludwig                                                |                               |       |
| Vieil homme barbu                                                            | portrait                            | huile sur panneau de bois               | RKD                                                                              | 64 × 47 cm       | 1632      | Fogg Art Museum, Massachusetts                                        | 1930.191                      |       |
| Portrait d'une femme de 39 ans                                               | portrait                            | huile sur bois                          | Musée                                                                            | 76 × 59 cm       | 1632      | Nivaagaard Picture Gallery, Danemark                                  |                               |       |
| Portrait d'un Homme                                                          | portrait                            | huile sur bois                          | Metropolitan                                                                     | 76 × 52 cm       | 1632      | Metropolitan Museum of Art                                            | 64.126                        |       |
| Portrait d'un Homme, probablement de la famille Van Beresteyn                | portrait                            | huile sur bois                          | Metropolitan                                                                     | 112 × 89 cm      | 1632      | Metropolitan Museum of Art                                            | 29.100.3                      |       |
| Portrait d'une femme, peut-être de la famille Van Beresteyn                  | portrait                            | huile sur toile                         | Metropolitan                                                                     | 112 × 89 cm      | 1632      | Metropolitan Museum of Art                                            | 29.100.4                      |       |
| Portrait de Joris de Caullery                                                | portrait                            | huile sur toile montée sur panneau      | RKD                                                                              | 103 × 84 cm      | 1632      | musée des beaux-arts de San Francisco                                 | 66.31                         |       |
| Autoportrait au chapeau                                                      | autoportrait                        | huile sur panneau de bois               | RKD                                                                              | 22 × 16 cm       | 1632      | coll. privée : Noortman Master Paintings (marchand d’art), Maastricht |                               |       |
| Jeune femme à sa toilette                                                    | scène de genre                      | huile sur toile                         | Musée                                                                            | 109 × 94 cm      | 1632-1633 | musée des beaux-arts du Canada                                        | 6089                          |       |
| Descente de croix                                                            | peinture religieuse                 | Huile sur panneau en cèdre              | Cycle de la Passion pour Frédéric-Henri d'Orange-Nassau.                         | 89 × 65 cm       | 1632-1633 | Alte Pinakothek, Münich                                               | 395                           |       |
| Daniel et Cyrus devant l'idole de Bêl                                        | biblique                            | huile sur bois                          | Getty Center signé                                                               | 23 × 30 cm       | 1633      | J. Paul Getty Museum, Los Angeles                                     | 95.PB.15                      |       |
| Portrait de l'artiste tête nue                                               | autoportrait                        | peinture à l'huile                      | Base Joconde non visible en 2017                                                 | 23 × 30 cm       | 1633      | Musée du Louvre, Paris                                                | INV 1744                      |       |
| Portrait de l'artiste à la toque et à la chaîne d'or                         | autoportrait                        | huile sur bois                          | Base Joconde saisie révolutionnaire de la collection du duc de Brissac           | 70 × 53 cm       | 1633      | département des peintures du musée du Louvre                          | INV 1745                      |       |
| Buste d'un vieil homme barbu                                                 | portrait                            | peinture à l'huile                      | Vente New York 30-01-1997                                                        |                  | 1633      | collection particulière Vente Sotheby's 30-01-1997                    |                               |       |
| Portrait d'un homme se levant de son siège                                   | portrait                            | huile sur toile                         | Musée                                                                            | 124 × 98 cm      | 1633      | Taft Museum of Art, Cincinnati                                        | 1931.409                      |       |
| Portrait d'Homme, peut-être Jan Harmenszoon Krul                             | portrait                            | huile sur toile                         | RKD                                                                              | 128 × 100 cm     | 1633      | Gemäldegalerie Alte Meister (Cassel)                                  | GK 235                        |       |
| Homme en costume oriental                                                    | portrait, tronie                    | huile sur panneau de chêne              | RKD                                                                              | 86 × 64 cm       | 1633      | Alte Pinakothek, Munich                                               | 421                           |       |
| L'Érection de la croix                                                       | peinture religieuse                 | huile sur toile                         | Second tableau du cycle de la Passion pour Frédéric-Henri d'Orange-Nassau        | 96 × 72 cm       | 1633      | Alte Pinakothek, Munich                                               | 394                           |       |
| Autoportrait ou Portrait d'un jeune homme                                    | portrait                            | huile sur toile                         | Musée                                                                            | 62,5 × 54 cm     | 1634      | Musée des Offices, Florence                                           | 394                           |       |
| Mise au tombeau                                                              | nature morte                        | huile sur toile                         | Cycle de la Passion pour Frédéric-Henri d'Orange-Nassau                          | 120 × 91 cm      | 1635-1639 | Alte Pinakothek, Munich                                               | 396                           |       |
| La Résurrection                                                              | Peinture religieuse                 | huile sur toile                         | Cycle de la Passion pour Frédéric-Henri d'Orange-Nassau                          | 92 × 67 cm       | 1636-1639 | Alte Pinakothek, Munich                                               | 397                           |       |
| L'Ascension                                                                  | religieux                           | huile sur toile                         | Cycle de la Passion pour Frédéric-Henri d'Orange-Nassau Base RKD signée et datée | 93 × 68 cm       | 1636      | Alte Pinakothek, Munich                                               | 398                           |       |
| Portrait de Jan Rijcksen et de sa femme Griet Jans                           | portrait de couple                  | huile sur toile                         | Royal Trust                                                                      |                  | 1633      | Royal Collection, Royaume Uni                                         | RCIN 405533                   |       |
| Portrait d'un homme avec un chapeau à large bord, probablement Pieter Seijen | portrait                            | huile sur toile                         | Musée                                                                            | 96 × 72 cm       | 1633      | Norton Simon Museum                                                   | 1977.31.P                     |       |
| Cornelia Pronck                                                              | portrait                            | Huile sur panneau                       | Base Joconde                                                                     | 60 × 47 cm       | 1633      | Musée du Louvre, Paris                                                | RF 3744                       |       |
| Portrait de Willem Burggraeff, époux de Maertgen van Bilderbeecq             | portrait                            | Huile sur panneau                       | Musée                                                                            | 67 × 52 cm       | 1633      | Gemäldegalerie Alte Meister, Dresde                                   | 1557                          |       |
| Portrait de Maertgen van Bilderbeecq, épouse de Willem Burggraeff            | portrait                            | huile sur panneau de chêne              | RKD                                                                              | ovale 67 × 55 cm | 1633      | Musée Städel, Francfort sur le Main                                   | 912                           |       |
| Jeune femme en costume fantaisie                                             | portrait                            | huile sur panneau de chêne              | Rijksmuseum                                                                      | 65 × 48 cm       | 1633      | Rijksmuseum Amsterdam                                                 | SK-A-4057 392                 |       |
| Buste d'une Jeune femme souriante, peut-être Saskia van Uylenburgh           | portrait                            | Huile sur bois de chêne                 | Musée                                                                            | 52 × 44 cm       | 1633      | Gemäldegalerie Alte Meister, Dresde                                   | 1556                          |       |
| L'Apôtre Paul                                                                | portrait                            | Huile sur panneau                       | Musée                                                                            | 137 × 112 cm     | 1633      | musée d'histoire de l'art de Vienne                                   | GG_397                        |       |
| La Tempête sur la mer de Galilée                                             | peinture religieuse                 | Huile sur toile                         | Volé le 18 mars 1990                                                             | 160 × 128 cm     | 1633      | Musée Isabella Stewart Gardner, Boston                                | P21S24                        |       |
| Joseph racontant ses rêves à ses parents et ses frères                       | Biblique                            | huile sur papier monté sur carton       | Rijksmuseum                                                                      | 51 × 39 cm       | 1633      | Rijksmuseum Amsterdam                                                 | SK-A-3477 SK-C-1047 SK-C-1203 |       |
| Portrait de Johannes Wtenbogaert                                             | portrait                            | huile sur toile                         | Rijksmuseum                                                                      | 130 × 103 cm     | 1633      | Rijksmuseum Amsterdam                                                 | SK-A-4885                     |       |
| Bellona                                                                      | portrait                            | huile sur toile                         | Metropolitan                                                                     | 127 × 97 cm      | 1633      | Metropolitan Museum of Art, New York                                  | 32.100.23                     |       |
| Portrait d'une jeune femme avec un éventail                                  | portrait                            | huile sur toile                         | RKD                                                                              | 126 × 100 cm     | 1633      | Metropolitan Museum of Art, New York                                  | 43.125                        |       |
| Portrait de femme                                                            | portrait                            | huile sur panneau                       | Metropolitan                                                                     | 68 × 50 cm       | 1633      | Metropolitan Museum of Art, New York                                  | 14.40.625                     |       |

### Arrivée à Amsterdam (1634-1636)
| Titre | Genre               | Technique                                   | Référence                                                   | Format         | Date          | Collection                                              | N° d’inventaire | Image |
| --- | ------------------- | ------------------------------------------- | ----------------------------------------------------------- | -------------- | ------------- | ------------------------------------------------------- | --------------- | ----- |
| Portrait d'un Rabin ou Homme étudiant à sa table de travail                                                       | portrait            | peinture à l'huile                          | Musée                                                       | 141 × 135 cm   | 1634          | Narodny Galerie, Prague                                 | DO 4288         |       |
| Judith au banquet d'Holopherne                                                                                    | Peinture d'histoire | huile sur toile                             | Prado signée et datée                                       | 142 × 153 cm   | 1634          | Musée du Prado, Madrid                                  | P02132          |       |
| Flore | Portrait            | huile sur toile                             | RKD                                                         | 125 × 101 cm   | 1634          | musée de l'Ermitage, Saint-Petersbourg                  | ГЭ-732          |       |
| Portrait d'une femme de 83 ans ou Portrait of Aechje Claesdr                                                      | portrait            | huile sur chêne                             | National Gallery                                            | 71 × 56 cm     | 1634          | National Gallery, Londres                               | NG775           |       |
| Cupidon à la Bulle de savon ou Amour au repos                                                                     | mythologique        |                                             | ancienne collection Bentinck-Thyssen                        |                | 1634          | Musée Liechtenstein, Vienne                             | GE880           |       |
| Portrait de Johannes Elison pendant de "Maria Bockenolle"                                                         | portrait            | huile sur toile                             | Musée                                                       | 174 × 124 cm   | 1634          | musée des beaux-arts de Boston                          | 56.510          |       |
| Portrait de Maria Bockenolle pendant de "Johannes Elison"                                                         | portrait            | huile sur toile                             | Musée                                                       | 174 × 124 cm   | 1634          | musée des beaux-arts de Boston                          | 56.511          |       |
| Portrait de Femme portant une chaîne en or                                                                        | portrait            | huile sur toile                             | Musée                                                       | 69 × 53 cm     | 1634          | musée des beaux-arts de Boston                          | 93.1474         |       |
| Portrait d'homme portant un chapeau noir à larges bords                                                           | portrait            | huile sur toile                             | Musée                                                       | 69 × 53 cm     | 1634          | musée des beaux-arts de Boston                          | 93.1474         |       |
| Portrait de Dirck Jansz. Pesser                                                                                   | portrait            | huile sur panneau de chêne                  | Musée                                                       | 65 × 50 cm     | 1634 v.       | musée d'art du comté de Los Angeles                     | M.69.16         |       |
| Portrait d'une femme de 40 ans, peut-être Marretje Cornelisdr van Grotewal                                        | portrait            | huile sur panneau de bois                   | Musée daté et signé                                         | 70 × 56 cm     | 1634          | Speed Art Museum, Louisville, Kentucky                  |                 |       |
| Jeune femme avec une chaîne en or                                                                                 | portrait            | huile sur panneau de bois                   | Musée                                                       |                | 1634          | Musée national des beaux-arts d'Argentine, Buenos-Aires | 8622            |       |
| Descente de croix                                                                                                 | peinture religieuse | huile sur toile                             |                                                             | 158 × 117 cm   | 1634          | Musée de l'Ermitage, Saint-Petersbourg                  | ГЭ-753          |       |
| L'Incrédulité de saint Thomas                                                                                     | peinture religieuse | huile sur panneau de chêne                  | Musée Signature et date en bas à gauche : Rembrandt. f 1634 | 53 × 50 cm     | 1634          | musée des beaux-arts Pouchkine                          |                 |       |
| Portrait de Haesje Jacobsdr van Cleyburg                                                                          | portrait            | huile sur panneau de bois                   | Rijksmuseum                                                 | 69 × 53 cm     | 1634          | Rijksmuseum Amsterdam                                   | SK-A-4833       |       |
| Autoportrait en béret de velours                                                                                  | autoportrait        | huile sur panneau de chêne                  | RKD                                                         | 58 × 47 cm     | 1634          | Gemäldegalerie (Berlin)                                 | 810             |       |
| La Sainte famille                                                                                                 | Peinture religieuse | huile sur toile                             | RKD                                                         | 183 × 123 cm   | 1634 v.       | Alte Pinakothek, Munich                                 | 1318            |       |
| La Prédication de saint Jean- Baptiste                                                                            | peinture religieuse | huile sur toile                             | Musée                                                       | 63 × 81 cm     | 1634-1635     | Gemäldegalerie (Berlin)                                 | 828K            |       |
| Autoportrait en enfant prodigue dans l'auberge ou Portrait de l'artiste avec sa femme Saskia ou Le Couple heureux | autoportrait        | Huile sur toile                             | RKD                                                         | 161 × 131 cm   | v. 1635       | Gemäldegalerie Alte Meister, Dresde                     | AM-1559-PS01    |       |
| Le Sacrifice d'Isaac                                                                                              | biblique            | huile sur toile                             | RKD                                                         | 193 × 132 cm   | 1635          | musée de l'Ermitage, Saint-Pétersbourg                  | ГЭ-727          |       |
| Minerve | mythologique        | huile sur toile                             | RKD                                                         | 137 × 116 cm   | 1635          | collection Leinen                                       |                 |       |
| Lamentation sur le corps du Christ                                                                                | peinture religieuse | huile sur papier monté sur panneau de chêne | Musée                                                       | 32 × 27 cm     | 1635          | National Gallery, Londres                               | NG43            |       |
| Portrait de Philips Lucasz                                                                                        | portrait            | huile sur panneau de chêne                  | RKD                                                         | 79 × 58 cm     | 1635          | National Gallery                                        | NG850           |       |
| Portrait de Petronella Buys                                                                                       | portrait            | huile sur panneau de chêne                  | RKD                                                         | 79,5 × 59,3 cm | 1635          | Collection particulière                                 |                 |       |
| Portrait d'un homme au chapeau à large bord                                                                       | portrait            | huile sur toile transferé du bois           | Arts § Culture                                              | 63 × 76 cm     | 1635          | Kawamura Memorial DIC Museum of Art, Sakura, Japon      | 1944.90         |       |
| Saskia en Flore                                                                                                   | portrait            | huile sur toile                             | Musée                                                       | 123 × 97 cm    | 1635          | National Gallery                                        | NG4930          |       |
| Le Rapt de Ganymède                                                                                               | Mythologique        | huile sur toile                             | Musée                                                       | 177 × 129 cm   | 1635          | Gemäldegalerie Alte Meister, Dresde                     | 1558            |       |
| Samson accusant son beau-père                                                                                     | Biblique            | huile sur toile                             | RKD                                                         | 158 × 130 cm   | 1635          | Gemäldegalerie (Berlin)                                 | 802             |       |
| Homme en costume oriental                                                                                         | tronie              | huile sur panneau de chêne                  | RKD                                                         | 72 × 54 cm     | 1635          | Rijksmuseum Amsterdam                                   | SK-A-3340       |       |
| Portrait d'une jeune femme                                                                                        | portrait            | huile sur bois                              | Musée avec Atelier                                          | 98 × 84 cm     | 1635 ou après | Cleveland Museum of Art                                 | 1944.90         |       |
| Diane au bain avec ses nymphes, Actéon et Calipso                                                                 | portrait            | huile sur toile                             | RKD                                                         | 73 × 93 cm     | 1635 v.       | Museum Wasserburg Anholt, Isselburg                     |                 |       |
| Autoportrait avec chapeau et chaîne en or                                                                         | Autoportrait        | Huile                                       | Bildindex                                                   | 1635           | 57 × 44 cm    | Musée d'art de São Paulo                                |                 |       |

### Fin desannées 1630
| Titre                                      | Genre                  | Technique                  | Référence                                    | Format          | Date      | Collection                                        | N° d’inventaire                       | Image |
| ------------------------------------------ | ---------------------- | -------------------------- | -------------------------------------------- | --------------- | --------- | ------------------------------------------------- | ------------------------------------- | ----- |
| Homme au chapeau à plumes                  | Tronie                 | huile sur panneau de chêne | Mauritshuis                                  | 62 × 47 cm      | 1635-1640 | Mauritshuis, La Haye                              | 149                                   |       |
| La Concorde entre les Etats                | Histoire               | huile sur panneau de chêne | Musée                                        | 75 × 101 cm     | 1635-1641 | musée Boijmans Van Beuningen, Rotterdam           | 206 153 476 116 296 227               |       |
| Danaé                                      | mythologique           | huile sur toile            | RKD                                          | 185 × 202 cm    | 1636      | Musée de l'Ermitage, Saint-Pétersbourg            | ГЭ-723                                |       |
| L'Aveuglement de Samson                    | biblique               | huile sur toile            | Musée                                        | 205 × 272 cm    | 1636      | Musée Städel, Francfort-sur-le-Main               | 1383                                  |       |
| Le Porte-drapeau                           | Autoportrait           | huile sur toile            |                                              | 118,8 × 96,8 cm | 1636      | Rijksmuseum Amsterdam                             |                                       |       |
| Le Festin de Balthazar                     | biblique               | huile sur toile            | Musée                                        | 168 × 209 cm    | 1636-1638 | National Gallery, Londres                         | NG6350                                |       |
| Suzanne au bain                            | biblique               | Huile sur bois             | Mauritshuis signée et datée                  | 47 × 39 cm      | 1637      | Mauritshuis, La Haye                              | 147                                   |       |
| Un noble polonais possiblement Andrzej Rej | portrait               | huile sur panneau de bois  | Ref. du Musée                                | 97 × 66 cm      | 1637      | National Gallery of Art, Washington               | Andrew W. Mellon Collection 1937.1.78 |       |
| Portrait d'homme tenant un chapeau noir    | portrait               | huile sur bois             | Collection Hammer                            | 82 × 71 cm      | v. 1637   | Armand Hammer Collection, Los Angeles             |                                       |       |
| Les Ouvriers de la onzième heure           | peinture religieuse    | huile sur bois             |                                              | 31 × 42 cm      | 1637      | Musée de l'Ermitage, Saint-Pétersbourg            | 757                                   |       |
| Apparition du Christ à Marie-Madeleine     | portrait               | huile sur bois             | Royal Trust                                  |                 | 1638      | Royal Collection, Royaume-Uni                     |                                       |       |
| Le Mariage de Samson                       | biblique               | huile sur toile            | Musée                                        | 126 × 175 cm    | 1638      | Gemäldegalerie Alte Meister, Dresde               | 1560                                  |       |
| Paysage avec un pont de pierre             | paysage                | huile sur bois             | Rijksmuseum                                  | 29 × 42 cm      | 1638      | Rijksmuseum, Amsterdam                            | SK-A-1935                             |       |
| Paysage d'orage                            | paysage                | panneau de chêne           | RKD                                          | 52 × 72 cm      | 1638      | Musée Herzog Anton Ulrich, Brunswick (Basse-Saxe) | GG 236                                |       |
| Paysage avec le Bon Samaritain             | peinture religieuse    | huile sur panneau de chêne | RKD                                          | 46 × 65 cm      | 1638      | musée Czartoryski, Cracovie                       | XII-290                               |       |
| Maria Trip                                 | portrait               | huile sur peupliers        | Rijksmuseum                                  | 107 × 82 cm     | 1639      | Rijksmuseum, Amsterdam                            | SK-C-597                              |       |
| La Mère de l'artiste en prophétesse Anne   | portrait               | huile sur bois             | Kunsthistorisches Museum ovale signé et daté | 79 × 62 cm      | 1639      | Kunsthistorisches Museum de Vienne                | GG_408                                |       |
| Portrait d'Andries de Graeff               | portrait               | huile sur toile            | RKD                                          | 200 × 124 cm    | 1639      | Gemäldegalerie Alte Meister (Cassel)              | GK 239                                |       |
| Autoportrait avec un butor                 | portrait, nature morte | huile sur panneau de chêne | Musée                                        | 121 × 89 cm     | 1639      | Gemäldegalerie Alte Meister, Dresde               | 283 191 166 31 167 229                |       |
| Portrait de Aletta Adriaensdochter         | Portrait               | huile sur panneau de chêne | Musée                                        | 65 × 55 cm      | 1639      | musée Boijmans Van Beuningen, Rotterdam           | VdV 64                                |       |
| Homme en costume oriental                  | Portrait               | huile sur panneau de bois  | RKD                                          | 103 × 79 cm     | 1639 v.   | Collection particulière, Chatsworth House         |                                       |       |

### Années1640: Intériorisation des sentiments
| Titre                                                                                 | Genre                    | Technique                  | Remarques                        | Format       | Date       | Collection                                                | N° d’inventaire               | Image |
| ------------------------------------------------------------------------------------- | ------------------------ | -------------------------- | -------------------------------- | ------------ | ---------- | --------------------------------------------------------- | ----------------------------- | ----- |
| Autoportrait à l'âge de 34 ans                                                        | autoportrait             | huile sur toile            | Musée                            | 102 × 80 cm  | 1640       | National Gallery, Londres                                 | NG672                         |       |
| Autoportrait sur fond d’architecture                                                  | autoportrait             | Huile                      | Base Atlas                       | vers 1640    | 80 × 62 cm | Musée du Louvre                                           |                               |       |
| Portrait of Herman Doomer pendant de Baertje Martens                                  | portrait                 | huile sur chêne            | Metropolitan                     | 75 × 55 cm   | 1640       | Metropolitan Museum of Art, New York                      | 29.100.1                      |       |
| Portrait de Baertje Martens pendant de Harmen Doomer                                  | portrait                 | huile sur chêne            | RKD                              | 75 × 56 cm   | 1640       | musée de l'Ermitage, Saint-Petersbourg                    | ГЭ-729                        |       |
| Saskia van Uylenburgh, épouse de l'artiste                                            | portrait                 | huile sur panneau de bois  | Musée                            | 60 × 49 cm   | 1640       | National Gallery of Art, Washington                       | 1942.9.71                     |       |
| Etude d'une vieille femme femme avec lumière oblique en arrière                       | portrait                 | huile sur panneau          | Exposition 2017 au Louvre        | 53 × 37 cm   | 1640       | The Leiden Collection                                     |                               |       |
| Autoportrait volé en 1922                                                             | autoportrait             | huile sur panneau          | DDK                              | 61 × 48 cm   | 1640       | collection particulière, anciennement au Weimar Museum    |                               |       |
| Nicolaes van Bambeeck                                                                 | portrait                 | huile sur toile            | Musée                            | 105 × 84 cm  | 1641       | Musées royaux des beaux-arts de Belgique, Bruxelles       | 155                           |       |
| Portrait de Cornelis Claeszoon Anslo et sa femme Aaltje Schouten                      | portrait                 | huile sur toile            | Google Arts&Culture              | 174 × 208 cm | 1641       | Gemäldegalerie (Berlin)                                   | 828 L                         |       |
| Saskia tenant une fleur rouge ou Saskia en Flore                                      | portrait                 | huile sur panneau de chêne | Musée                            | 98 × 82 cm   | 1641       | Gemäldegalerie Alte Meister, Dresde                       | 1562                          |       |
| Érudit à sa table de travail pendant de la Jeune Fille au cadre                       | scène de genre           | huile sur panneau de chêne | Musée - Palais royal de Varsovie | 106 × 76 cm  | 1641       | château royal de Varsovie                                 | ZKW 3905                      |       |
| Jeune Fille au cadre pendant de l'Erudit à sa table de travail                        | Portrait en trompe-l'œil | huile sur panneau de bois  | Musée - Palais royal de Varsovie | 106 × 76 cm  | 1641       | château royal de Varsovie                                 | ZKW/3906                      |       |
| La Compagnie de milice de Frans Banning Cocq plus connue sous le nom de Ronde de Nuit | portrait de groupe       | huile sur toile            | Rijksmuseum                      | 363 × 437 cm | 1642       | Rijksmuseum, Amsterdam                                    | SK-C-5                        |       |
| La Séparation de David et Jonathan                                                    | biblique                 | huile sur bois             | Google Arts & Culture            | 73 × 61 cm   | 1642       | musée de l'Ermitage, Saint-Petersbourg                    | ГЭ-713                        |       |
| Saskia au chapeau ou Saskia de profil                                                 | Portrait                 | huile sur toile            | Musée                            | 99 × 79 cm   | 1642       | Château Wilhelmshöhe, Cassel                              | GK 236                        |       |
| Autoportrait avec un chapeau et deux chaînes                                          | autoportrait             | huile sur panneau de chêne | Musée                            | 72 × 55 cm   | 1642 v.    | Musée Thyssen-Bornemisza, Madrid                          | 331 (1976.90)                 |       |
| Autoportrait au chapeau plat                                                          | Autoportrait             | huile sur bois             | Royal Collection                 | 70 × 59 cm   | 1642       | Royal Collection                                          | RCIN 404120                   |       |
| Paysage au château                                                                    | paysage                  | huile sur panneau de chêne | Base Joconde                     | 44 × 60 cm   | 1642-1652  | département des peintures du musée du Louvre              | RF 1948-35                    |       |
| La Toilette de Bethsabée                                                              | biblique                 | huile sur chêne            | Metropolitan                     | 57 × 76 cm   | 1643       | Metropolitan Museum of Art, New York                      | 14.40.651                     |       |
| Autoportrait au béret et manteau rouge                                                | autoportrait             | huile sur panneau de chêne | RKD                              | 68 × 56 cm   | 1643-1648  | Staatliche Kunsthalle Karlsruhe                           | 238                           |       |
| Fillette à sa fenêtre                                                                 | portrait                 | huile sur toile            | Dulwich Gallery                  | 77 × 62 cm   | 1645       | Dulwich Picture Gallery, Londres                          | DPG163 37                     |       |
| La Sainte Famille avec des anges                                                      | peinture religieuse      | huile sur toile            | RKD                              | 107 × 91 cm  | 1645       | musée de l'Ermitage, Saint-Pétersbourg                    |                               |       |
| L'Érection de la Croix                                                                | peinture religieuse      | huile sur panneau          | Musée Bredius                    | 39 × 30 cm   | 1645 v.    | musée Bredius, La Haye                                    | 95.1946                       |       |
| Portrait d'un homme âgé avec une cane dans un costume de fantaisie                    | portrait                 | huile sur toile            | Musée                            | 128 × 112 cm | 1645       | musée Calouste-Gulbenkian, Lisbonne                       | 1489                          |       |
| Jeune femme au lit                                                                    | Scène                    | huile sur toile            | Musée                            | 81 × 68 cm   | 1645-1646  | National Gallery of Scotland, Edimbourgh                  | NG 827                        |       |
| Le Moulin                                                                             | paysage                  | huile sur toile            | Musée                            | 88 × 106 cm  | 1645-1648  | National Gallery of Art collection de la Maison d'Orléans | 1942.9.62                     |       |
| La Sainte Famille avec un rideau                                                      | biblique                 | huile sur panneau          | RKD                              | 46,8 × 69 cm | 1646       | Gemäldegalerie Alte Meister, Cassel                       | 1646                          |       |
| Paysage d'hiver                                                                       | paysage                  | huile sur panneau de chêne | RKD                              | 17 × 23 cm   | 1646       | Gemäldegalerie Alte Meister, Cassel                       | GK 241                        |       |
| Abraham et trois anges                                                                | biblique                 | huile sur panneau de chêne | RKD                              | 16 × 21 cm   | 1646       | collection particulière                                   |                               |       |
| Adoration des bergers                                                                 | religieux                | huile sur toile            | RKD                              | 97 × 71 cm   | 1646       | Alte Pinakothek, Munich                                   | 393                           |       |
| Suzanne et les vieillards                                                             | biblique                 | Huile sur acajou           | RKD signé et daté                | 76 × 91 cm   | 1647       | Gemäldegalerie (Berlin)                                   | 828E                          |       |
| Portrait d'homme, Probablement le Dr. Ephraïm Bueno                                   | portrait                 | huile sur bois             | Rjksmuseum                       | 19 × 15 cm   | 1647       | Rijksmuseum Amsterdam                                     | SK-A-3982 SK-C-1046 SK-C-1397 |       |
| Paysage avec le repos pendant la fuite en Égypte                                      | paysage, religieux       | huile sur panneau de bois  | Musée                            | 34 × 48 cm   | 1647       | Galerie nationale d'Irlande                               | NGI.215                       |       |
| Souper à Emmaüs                                                                       | religieux                | huile sur panneau de bois  | Réf. Base Joconde                | 76 × 91 cm   | 1648       | Musée du Louvre, Paris                                    | INV 1739                      |       |
| Homme portant des gants                                                               | Portrait                 | Huile sur bois             | Réf. Metropollitan               | 81 × 67 cm   | 1648       | Metropolitan Museum of Art, New York                      | 14.40.620                     |       |
| Tête du Christ                                                                        | religieux                | huile sur panneau          |                                  | 25 × 21,7 cm | 1648       | Gemäldegalerie (Berlin)                                   |                               |       |

### Années 1650: grandes toiles intimistes
| Titre                                                          | Genre                 | Technique                  | Référence                            | Format        | Date       | Collection                                               | N° d’inventaire     | Image |
| -------------------------------------------------------------- | --------------------- | -------------------------- | ------------------------------------ | ------------- | ---------- | -------------------------------------------------------- | ------------------- | ----- |
| Homme barbu au bonnet                                          | portrait              | huile sur toile            | Mauritshuis                          | 78 × 67 cm    | après 1650 | National Gallery, Londres                                | NG190               |       |
| Saul et David                                                  | biblique              | huile sur toile            | Mauritshuis                          | 130 × 164 cm  | 1650-1670  | Mauritshuis, La Haye                                     | 621                 |       |
| Portrait d'Hendrickje Stoffels                                 | portrait              | huile sur toile            | Metropolitan                         | 78 × 69 cm    | 1650-1670  | Metropolitan Museum of Art, New York                     | 26.101.9            |       |
| La Fille de cuisine                                            | portrait              | huile sur toile            | Musée                                | 78 × 64 cm    | 1651       | Nationalmuseum, Stockholm                                | NM 584              |       |
| Apparition du Christ à Marie-Madeleine                         | peinture religieuse   | huile sur toile            | RKD                                  | 65 × 79 cm    | 1651       | musée Herzog Anton Ulrich, Brunswick                     | 235                 |       |
| Portrait de Nicolaes Bruyningh                                 | Portrait              | huile sur toile            | RKD                                  | 107 × 91 cm   | 1652       | Gemäldegalerie Alte Meister (Cassel)                     |                     |       |
| Portrait d'homme, peut-être Pieter Six                         | Portrait              | huile sur toile            | RKD                                  | 92 × 73 cm    | 1652       | Buscot Park                                              | 25                  |       |
| Descente de croix                                              | peinture religieuse   | huile sur toile            | NGA                                  | 142 × 11 cm   | 1650-1652  | National Gallery of Art                                  | 1942.9.61           |       |
| Portrait d'un vieil homme en rouge                             | portrait              | huile sur toile            | Ermitage                             | 108 × 86 cm   | 1652-1654  | musée de l'Ermitage, Saint-Petersbourg                   | ГЭ-745              |       |
| Grand autoportrait                                             | autoportrait          | huile sur toile            | Musée                                | 112 × 81 cm   | 1652       | Kunsthistorisches Museum                                 | GG_411              |       |
| Aristote contemplant le buste d'Homère                         | Scène de genre        | huile sur toile            | Metropolitan                         | 143 × 136 cm  | 1652       | Metropolitan Museum of Art                               | 61.198              |       |
| Vieille femme en robe de fourrure                              | Portrait              | huile sur toile            | Musée Pouchkine                      | 82 × 72 cm    | 1653       | musée des beaux-arts Pouchkine, Moscou                   | 2622                |       |
| Autoportrait avec béret noir et chaîne en or                   | autoportrait          | huile sur toile            | Base RKD Attribué à Rembrandt        | 72 × 58,5 cm  | 1654       | Gemäldegalerie Alte Meister (Cassel)                     | nr 244              |       |
| Portrait de Jan Six                                            | portrait              | huile sur toile            | RKD                                  | 112 × 102 cm  | v. 1654    | Collection Six, Amsterdam                                |                     |       |
| Bethsabée au bain tenant la lettre de David                    | biblique              | huile sur toile            | Base Joconde signée et datée         | 142 × 142 cm  | 1654       | Musée du Louvre, Paris                                   | MI 957              |       |
| Femme se baignant dans un ruisseau                             | scène de genre        | huile sur chêne            | National Gallery                     | 62 × 47 cm    | 1654       | National Gallery, Londres                                | NG54                |       |
| Hendrickje Stoffels au béret de velours                        | portrait              | peinture à l'huile         | Base Joconde Collection de Louis XIV | 74 × 61 cm    | 1654       | Musée du Louvre, Paris                                   | INV 1751            |       |
| Hendrickje en Flore                                            | portrait              | huile sur toile            | Metropolitan                         | 100 × 92 cm   | 1654       | Metropolitan Museum of Art, New York                     | 26.101.10           |       |
| Le Bœuf écorché                                                | nature morte          |                            | Base Atlas signé et daté             | 94 × 64 cm    | 1655       | Musée du Louvre, Paris                                   | MI 169              |       |
| Titus à son bureau                                             | portrait              | huile sur toile            | Musée                                | 77 × 63 cm    | 1655       | Musée Boijmans Van Beuningen, Rotterdam                  | St 2                |       |
| Vieille femme lisant                                           | Portrait              | huile sur toile            | RKD                                  | 79 × 66 cm    | 1655       | Collection du Duc de Buccleuch                           |                     |       |
| Portrait d'un vieil homme avec une barbe et une canne          | Portrait              | huile sur toile            | Musée                                | 116 × 102 cm  | 1655       | Nationalmuseum, Stockholm                                |                     |       |
| Homme en armure                                                | Portrait              | huile sur toile            | RKD                                  | 137 × 104 cm  | 1655       | Kelvingrove Art Gallery and Museum, Glasgow              | 601                 |       |
| Pallas Athena                                                  | portrait              | huile sur toile            |                                      | 118 × 91 cm   | 1655       | Musée Calouste-Gulbenkian, Lisbonne                      | 1488                |       |
| Un Frère franciscain                                           | Portrait              | huile sur toile            | RKD                                  | 89 × 66 cm    | 1655       | National Gallery, Londres                                | NG166               |       |
| Autoportrait en fourrure                                       | Autoportrait          | huile sur panneau de chêne | Musée                                | 66 × 53 cm    | 1655       | musée d'histoire de l'art de Vienne                      | GG_9040             |       |
| Joseph accusé par la femme de Putiphar                         | Biblique              | huile sur toile            | BildIndex                            | 113 × 90 cm   | 1655       | Gemäldegalerie (Berlin)                                  | 828H                |       |
| Le Cavalier polonais                                           | portrait équestre     | huile sur toile            | Musée                                | 117 × 135 cm  | v. 1655    | The Frick Collection, new York                           | 1910.1.98           |       |
| Portrait d'homme                                               | portrait              | huile sur toile            | Metropolitan                         | 83 × 64 cm    | 1655–1660  | Metropolitan Museum of Art, New York                     | 91.26.7             |       |
| Homme en manteau de fourrure                                   | Portrait              | huile sur toile            | Musée                                | 115 × 88 cm   | 1655-1660  | Musée d'art de Toledo                                    | 1977.5              |       |
| La Leçon d'anatomie du docteur Joan Deyman                     | scène de genre        | huile sur toile (fragment) | Musée                                | 100 × 134 cm  | 1656       | Rijksmuseum, Amsterdam                                   | SA 7394             |       |
| La Bénédiction des fils de Joseph par Jacob                    | biblique              | huile sur toile            | RKD                                  | 173 × 209 cm  | 1656       | Gemäldegalerie Alte Meister (Cassel)                     | GK 249              |       |
| Portrait du Dr. Tholincx                                       | portrait              | huile sur toile            | RKD                                  | 76 × 63 cm    | 1656       | musée Jacquemart-André                                   |                     |       |
| Portrait de Jeremias de Decker                                 | portrait              | huile sur panneau de bois  | RKD                                  | 71 × 56 cm    | 1656       | musée de l'Ermitage                                      | ГЭ-748              |       |
| Gentilhomme avec un chapeau haut et des gants                  | Portrait              | huile sur toile            | Musée                                | 99 × 82 cm    | 1656       | National Gallery of Art, Washington                      | 1942.9.67           |       |
| Dame avec un éventail en plume d'autruche                      | Portrait              | huile sur toile            | Musée                                | 99 × 82 cm    | 1656       | National Gallery of Art, Washington                      | 1942.9.68           |       |
| Portrait de Titus                                              | Portrait              | huile sur toile            | Internet Archives                    |               | 1656       | collection particulière                                  |                     |       |
| Femme tenant un œillet                                         | Portrait              | huile sur toile            | Internet Archives                    | 103 × 86 cm   | 1656       | National Gallery of Art, Washington                      | 1937.1.75           |       |
| Hendrickje Stoffels dans une porte                             | Portrait              | huile sur toile            | Internet Archives                    | 67 × 88 cm    | vers 1656  | Gemäldegalerie (Berlin)                                  | 828 B               |       |
| Titus en train de lire                                         | portrait              | peinture à l'huile         | Google Arts & Culture                | 70 × 64 cm    | 1656-1657  | Kunsthistorisches Museum de Vienne                       | GG_410              |       |
| Portrait de Titus van Rijn                                     | portrait              | huile sur toile            | Musée signé                          | 68 × 57 cm    | 1657       | Wallace Collection, Londres                              | P29                 |       |
| Jeune femme essayant des boucles d'oreilles                    | portrait              | huile sur bois             | Ermitage                             | 39 × 32 cm    | 1657       | musée de l'Ermitage                                      | ГЭ-784              |       |
| Saint Barthélemy                                               | religieux             | huile sur toile            | Musée                                | 123 × 100 cm  | 1657       | Timken Museum of Art, San Diego                          | 1952:001            |       |
| Portrait de Catrina Hooghsaet                                  | portrait              | huile sur toile            | Base RKD                             | 123 × 95 cm   | 1657       | collection particulière, Grande Bretagne                 |                     |       |
| Autoportrait au béret                                          | Autoportrait          | huile sur noyer            | Musée                                | 48 × 41 cm    | vers 1657  | musée d'histoire de l'art de Vienne                      | GG_414              |       |
| Vieux pensif ou L'Apôtre Paul                                  | portrait              | huile sur toile            | Musée Rembrandt et son atelier ?     | 129 × 102 cm  | 1657       | National Gallery of Art, Washington                      | 1942.9.59           |       |
| Autoportrait                                                   | autoportrait          | Huile sur toile            | Musée                                | 134 × 104 cm  | 1658       | Frick Collection, New York                               | 1906.1.97           |       |
| Portrait de Dirck van Os                                       | Portrait              | Huile sur toile            | Musée                                |               | vers 1658  | Joslyn Art Museum, Omaha                                 |                     |       |
| Portrait d'un amiral                                           | Portrait              | Huile sur toile            | Vente Christie's 2009                | 107 × 87 cm   | 1658       | Collection privée                                        |                     |       |
| Philémon et Baucis                                             | Mythologie            | Huile sur toile            | Musée                                | 54 × 68 cm    | 1658       | National Gallery of Art, Washington                      | 1942.9.65           |       |
| Etude préparatoire au portrait de Lieven Willemsz van Coppenol | portrait              | huile sur toile            | Musée                                | 36 × 29 cm    | 1658       | Metropolitan Museum of Art, New York                     | 50.145.33           |       |
| Autoportrait âgé de 51 ans                                     | autoportrait          | peinture à l'huile         | RKD                                  | 53 × 43 cm    | 1659       | Galerie nationale d'Écosse                               | NGL 072.46          |       |
| Le Christ et la Samaritaine                                    | Religieux             | huile sur toile            | Musée                                | 60 × 69 cm    | 1659       | Musée de l'Ermitage, Saint-Pétersbourg                   | ГЭ-714              |       |
| Portrait d'un homme en apôtre Paul                             | Portrait              | huile sur toile            | Musée                                | 102 × 75 cm   | 1659       | National Gallery, Londres                                | NG243               |       |
| Autoportrait Inachevé                                          | Autoportrait          | huile sur toile            | Musée                                | 31 × 24 cm    | 1659       | Musée Granet, Aix en Provence                            |                     |       |
| Autoportrait avec béret et col droit                           | Autoportrait          | huile sur toile            | Musée                                | 84 × 66 cm    | 1659       | National Gallery of Art, Washington                      | 1937.1.72           |       |
| Tobie et Anna                                                  | Biblique              | huile sur bois             | Musée                                | 54 × 40 cm    | 1659       | Musée Boijmans Van Beuningen, Rotterdam                  | VdV 65              |       |
| Lutte de Jacob avec l'Ange                                     | Biblique              | huile sur toile            | Bildindex                            | 137 × 116 cm  | 1659-1660  | Gemäldegalerie (Berlin)                                  | Nr. 828             |       |
| Christ aux mains jointes                                       | Biblique              | huile sur bois             | Hyde Collection                      | 110 × 90 cm   | 1660       | The Hyde Collection, New York                            | 1971.37             |       |
| Titus, fils de l'artiste                                       | Portrait              | huile sur toile            | Musée                                | 81 × 69 cm    | 1660       | Musée d'art de Baltimore                                 | 1938.206            |       |
| Le Festin d'Esther avec Aman et Assuérus                       | Biblique              | huile sur toile            | Musée                                | 73 × 94 cm    | 1660       | Musée des beaux-arts Pouchkine, Moscou                   | Ж-297               |       |
| Le Reniement de saint Pierre                                   | Religieux             |                            | Musée                                |               | 1660       | musée de Dordrecht                                       | DM/014/1049         |       |
| Titus en moine                                                 | portrait              | huile sur toile            | Rijksmuseum                          | 79 × 68 cm    | 1660       | Rijksmuseum, Amsterdam                                   | SK-A-3138           |       |
| Le Reniement de saint Pierre                                   | Biblique              | huile sur toile            | Rijksmuseum                          | 154 × 169 cm  | 1660       | Rijksmuseum, Amsterdam                                   | SK-A-3137           |       |
| Autoportrait au chevalet et à l'appuie-main de peintre         | autoportrait          | huile sur bois             | Base Atlas Collection de Louis XIV   | 111 × 85 cm   | 1660       | Musée du Louvre, Paris                                   | INV 1747            |       |
| Junon                                                          | Portrait mythologique | huile sur toile            | RKD                                  | 127 × 124 cm  | 1660       | Collection Armand Hammer                                 | 7                   |       |
| Autoportrait avec béret et col droit                           | autoportrait          | huile sur toile            | Metropolitan                         | 80 × 67 cm    | 1660       | Metropolitan Museum of Art, New York                     | 14.40.618           |       |
| Jeune homme assis à une table, peut-être Govaert Flinck        | Portrait              | huile sur toile            | Musée                                | 110 × 89 cm   | vers 1660  | National Gallery of Art, Washington                      | 1937.1.77           |       |
| Les Pèlerins d'Emmaüs                                          | religieux             | huile sur toile            | Base Joconde                         | 50 × 64 cm    | vers 1660  | Musée du Louvre                                          | INV 1753            |       |
| Dame à l’œillet                                                | portrait              | huile sur toile            | Metropolitan                         | 92 × 75 cm    | 1660-1669  | Metropolitan Museum of Art                               | 14.40.622           |       |
| Homme avec un verre grossissant                                | portrait              | huile sur toile            | Metropolitan                         | 91 × 74 cm    | 1660-1669  | Metropolitan Museum of Art, New York                     | 14.40.621           |       |
| Autoportrait en apôtre Paul                                    | autoportrait          | huile sur toile            | Rijksmuseum                          | 91 × 77 cm    | 1661       | Rijksmuseum, Amsterdam                                   | SK-A-4050 SK-C-1449 |       |
| Le Syndic de la guilde des drapiers                            | portrait de groupe    | huile sur toile            | Rijksmuseum                          | 191 × 279 cm  | 1661       | Rijksmuseum, Amsterdam                                   | SK-C-6 SA 7393      |       |
| Saint Mathieu et l'ange                                        | peinture religieuse   | huile sur toile            | Base Atlas                           | 96 × 81 cm    | 1661       | département des peintures du musée du Louvre, Paris      | INV 1738            |       |
| Saint Barthélemy                                               | peinture religieuse   | huile sur toile            | Getty Center                         | 96 × 81 cm    | 1661       | J. Paul Getty Museum, Los Angeles                        | 71.PA.15            |       |
| La Conspiration de Claudius Civilis                            | histoire              | huile sur toile            | Musée                                | 196 × 309 cm  | 1661       | Nationalmuseum, Stockholm                                | NM 578              |       |
| Le Christ ressuscité                                           | religieux             | huile sur toile            | Base RKD                             | 78 × 63 cm    | 1661       | Alte Pinakothek, Munich                                  | 6471                |       |
| Homme au béret à plume Étude pour l'homme au faucon ?          | Tronie                | huile sur toile            | Musée                                | 83 × 69 cm    | 1659-1661  | Statens Museum for Kunst, Copenhague                     | KMS1384             |       |
| Homme au faucon, peut-être St. Bavo                            | portrait              | huile sur toile            | Base RKD                             | 98 × 79 cm    | 1661       | musée des beaux-arts de Göteborg                         | 698                 |       |
| Homme barbu au béret                                           | portrait              | huile sur toile            | Base RKD                             | 71 × 61 cm    | 1661       | Musée de l'Ermitage, Saint-Petersbourg                   | ГЭ-751              |       |
| Saint Jacques le Majeur                                        | religieux             | huile sur toile            | Base RKD                             | 91 × 75 cm    | 1661       | collection particulière, vente Sotheby's 2007            |                     |       |
| Etude de vieil homme de profil                                 | tronie                | huile sur toile            | Université Queen's                   |               | 1661       | Agnes Etherington Art Centre                             |                     |       |
| L'Apôtre Simon                                                 | religieux             | huile sur toile            | Base RKD                             | 98 × 79 cm    | 1661       | Kunsthaus de Zurich                                      |                     |       |
| La Circoncision dans l'étable                                  | religieux             | huile sur toile            | Musée                                | 56 × 75 cm    | 1661       | National Gallery of Art, Washington                      | 1942.9.60           |       |
| Deux noirs                                                     | portrait, tronie      | huile sur toile            | Mauritshuis                          | 78 × 64 cm    | 1661       | Mauritshuis, La Haye                                     | 685                 |       |
| Portrait d'une dame avec un petit chien                        | portrait              | huile sur toile            | Musée                                | 81 × 64 cm    | 1661       | Musée des beaux-arts de l'Ontario, Toronto               | 54/30               |       |
| Mater dolorosa                                                 | peinture religieuse   | huile sur toile            | Musée                                | 105 × 80,5 cm | 1661       | Musée départemental d'art ancien et contemporain, Épinal | L.I.53              |       |

### Fin de sa vie: nombreux autoportraits
| Titre                                                   | Genre               | Technique       | Référence                   | Format         | Date                 | Collection                                           | N° d’inventaire  | Image |
| ------------------------------------------------------- | ------------------- | --------------- | --------------------------- | -------------- | -------------------- | ---------------------------------------------------- | ---------------- | ----- |
| Autoportrait en Zeuxis                                  | autoportrait        | huile sur toile | Base RKD                    | 82 × 65 cm     | vers 1662            | Wallraf-Richartz Museum, Cologne                     | WRM 2526         |       |
| Homme avec un chapeau haut                              | portrait            | huile sur toile | Musée                       | 121 × 94 cm    | 1663                 | National Gallery of Art, Washington                  | 1942.9.69        |       |
| Jeune homme peut-être portrait de Titus                 | portrait            | huile sur toile | Musée                       | 79 × 64 cm     | 1663                 | Dulwich Picture Gallery, Londres                     | DPG221           |       |
| Buste d'un jeune juif                                   | portrait            | huile sur toile | Musée                       | 79 × 64 cm     | 1663                 | Musée d'art Kimbell, Fort Worth                      | AP 1977.04       |       |
| Portrait de Frederick Rihel à cheval                    | portrait équestre   | huile sur toile | National Gallery            | 282 × 248 cm   | vers 1663            | National Gallery, Londres                            | NG6300           |       |
| Homère                                                  | portrait            | huile sur toile | Mauritshuis signée et datée | 108 × 82 cm    | 1663                 | Mauritshuis, La Haye                                 | 584              |       |
| Le Suicide de Lucrèce                                   | peinture d'histoire | huile sur toile | Musée                       | 120 × 101 cm   | 1664                 | National Gallery of Art, Washington                  | 1937.1.76        |       |
| Portrait d'un vieil homme dans un fauteuil ou Le Rabbin | portrait            | huile sur toile | Offices signé et daté       | 104 × 86 cm    | 1664-1665            | Musée des Offices                                    | Inv. 1890 : 8435 |       |
| Portrait d'une jeune femme                              | portrait            | huile sur toile | Base RKD                    | 56 × 48 cm     | vers 1665            | Musée des beaux-arts de Montréal                     | 51               |       |
| Portrait de Gerard de Lairesse                          | portrait            | huile sur toile | Musée                       | 113 × 88 cm    | 1665-1667            | Metropolitan Museum of Art, New York                 | 1975.1.140       |       |
| Autoportrait aux deux cercles                           | autoportrait        | huile sur toile | Base RKD                    | 114 × 94 cm    | 1665-1669            | Kenwood House, Londres                               | 57               |       |
| Siméon au Temple                                        | biblique            | huile sur toile | Base RKD                    | 98,5 × 79,5 cm | 1665-1669 (inachevé) | Nationalmuseum, Stokholm                             | NM 4567          |       |
| Jeune homme au béret noir                               | portrait            | huile sur toile | Musée                       | 82 × 64 cm     | 1666                 | musée d'art Nelson-Atkins, Kansas City               | 31-75            |       |
| Portrait de Jan Boursse, assis près d'un poêle          | portrait            | huile sur toile | Rembrandtdatabase           | 47 × 41 cm     | 1666                 | Musée Oskar Reinhart « Am Stadtgarten », Winterthour | 1922.3           |       |
| Lucrèce                                                 | Histoire            | huile sur toile | Musée                       | 110 × 92 cm    | 1666                 | Minneapolis Institute of Arts                        | 34.19            |       |
| Portrait d'un couple ou La Fiancée juive                | portrait            | huile sur toile | Rijksmuseum                 | 121 × 166 cm   | 1667                 | Rijksmuseum, Amsterdam                               | SK-C-216 SA 8292 |       |
| Portrait d'un vieil homme                               | portrait            | huile sur toile | Musée                       | 82 × 68 cm     | 1667                 | Mauritshuis, La Haye                                 | 1118             |       |
| Portrait d'un homme aux cheveux blancs                  | portrait            | huile sur toile | Musée                       | 109 × 93 cm    | 1667                 | National Gallery of Victoria                         | 2372-4           |       |
| David et Uriah                                          | biblique            | huile sur toile |                             | 127 × 116 cm   | vers 1668            | Musée de l'Ermitage, Saint-Pétersbourg               |                  |       |
| Portrait de famille                                     | portrait de groupe  | huile sur toile | Musée                       | 126 × 167 cm   | 1668-1669            | Musée Herzog Anton Ulrich Brunswick (Basse-Saxe)     | 238              |       |
| Le retour du fils prodigue                              | Sujet biblique      | Huile sur toile |                             | 262 × 205 cm   | 1668                 | Musée de l'Ermitage, Saint-Pétersbourg               | 742              |       |
| Autoportrait                                            | autoportrait        | huile sur toile | Base RKD                    | 71 × 54 cm     | 1669                 | Musée des Offices, Florence                          | 1871 69.232      |       |
| Autoportrait à l'âge de 63 ans                          | autoportrait        | huile sur toile | Musée                       | 86 × 70 cm     | 1669                 | National Gallery, Londres                            | NG221            |       |
| Le Dernier Autoportrait                                 | autoportrait        | huile sur toile | Musée                       | 65 × 60 cm     | 1669                 | Mauritshuis, La Haye                                 | 840              |       |